# Blood Ceremony
Blood Ceremony es una banda de rock canadiense formada en 2006 en Toronto, Ontario. El estilo de Blood Ceremony (que en español significa: "ceremonia de sangre") se ha descrito como "rock de brujas teñido con flauta" y sus letras están llenas de imágenes de magia negra y referencias a películas de terror clásicas. Su música también se ha definido como hard rock, Acid folk, progressive rock and doom metal.
La banda está liderada por la cantante / flautista / organista Alia O'Brien, cuya flauta es solo una reminiscencia de Ian Anderson de Jethro Tull. Torontoist la ha llamado "la banda más original de Toronto".

## Historia
La banda fue creada por O'Brien con el guitarrista Sean Kennedy, quien es responsable de la mayor parte de la composición.
El álbum homónimo de estudio de la banda se lanzó en 2008,  seguido de Living with the Ancients en 2011, [3] ambos en Rise Above Records. Los álbumes fueron reeditados en Metal Blade.
Blood Ceremony pasó la última parte de 2009 de gira por Europa con Electric Wizard. Durante la última parte de 2011 y la primera parte de 2012, apoyaron a Ghost en sus giras por Europa y Norteamérica.
Desde entonces, han lanzado dos álbumes adicionales, The Eldritch Dark (2013, Metal Blade) y Lord of Misrule (2016, Rise Above).

## Estilo
El estilo de la Blood Ceremony se ha descrito como rock oculto, y por su etiqueta como "rock de brujas teñido con flauta". En una entrevista en 2011 en NukeTV de Finlandia, O'Brien llamó a su estilo "heavy rock" y afirmó que su sonido distintivo es el resultado de que cada miembro de la banda tiene diferentes influencias musicales. Citó el rock progresivo de finales de los sesenta y principios de los setenta como crucial para su inspiración, llamó a Jethro Tull su "primera banda favorita", y también mencionó a Black Sabbath, Uriah Heep, Osanna, Pentagram, Witchfinder General, Electric Wizard y Pagan Altar. Un gran impacto. El guitarrista y compositor Kennedy calificó a Blood Ceremony como un "Sabbath Folk", el doom metal de la década de 1980 y artistas británicos como Pentangle y Fairport Convention como influyentes.

## Miembros
Actuales
- Alia O'Brien - voz principal, flauta, órgano
- Sean Kennedy - guitarras
- Lucas Gadke - bajo, coros
- Michael Carrillo - batería

Exmiembros
- Chris Landon - bajo
- Jeremy Finkelstein - batería
- Andrew Haust - batería

## Discografía

### Álbumes de estudio
| Year | Álbum                    | Peak positions | Certification |
| Year | Álbum                    | FIN            | Certification |
| ---- | ------------------------ | -------------- | ------------- |
| 2008 | Blood Ceremony           | –              |               |
| 2011 | Living with the Ancients | –              |               |
| 2013 | The Eldritch Dark        | 34             |               |
| 2016 | Lord of Misrule          | –              |               |